# Ulugbek Rashitov
Ulugbek Rashitov (23 de marzo de 2002) es un deportista uzbeko que compite en taekwondo.
Participó en dos Juegos Olímpicos de Verano, obteniendo dos medallas de oro, en Tokio 2020 y París 2024, en la categoría de –68 kg. En los Juegos Asiáticos de 2022 consiguió una medalla de oro en la misma categoría.
Ganó una medalla de bronce en el Campeonato Mundial de Taekwondo de 2023 y una medalla de oro en el Campeonato Asiático de Taekwondo de 2022.

## Palmarés internacional
| Juegos Olímpicos    | Juegos Olímpicos          | Juegos Olímpicos  | Juegos Olímpicos |
| Año                 | Lugar                     | Medalla           | Categoría        |
| ------------------- | ------------------------- | ----------------- | ---------------- |
| 2020                | Tokio (Japón)             | Medalla de oro    | –68 kg           |
| 2024                | París (Francia)           | Medalla de oro    | –68 kg           |
| Campeonato Mundial  |                           |                   |                  |
| Año                 | Lugar                     | Medalla           | Categoría        |
| 2023                | Bakú (Azerbaiyán)         | Medalla de bronce | –68 kg           |
| Juegos Asiáticos    |                           |                   |                  |
| Año                 | Lugar                     | Medalla           | Categoría        |
| 2022                | Hangzhou (China)          | Medalla de oro    | –68 kg           |
| Campeonato Asiático |                           |                   |                  |
| Año                 | Lugar                     | Medalla           | Categoría        |
| 2022                | Chuncheon (Corea del Sur) | Medalla de oro    | –68 kg           |